# ماريا جواو جانجا
ماريا جواو جانجا (بالبرتغالية: Maria João Ganga‏) هي مخرجة وكاتبة سيناريو أنغولية اشتهرت بكونها أول امرأةٍ تُخرج فيلمًا طويلًا في أنغولا وهو فيلمُ مدينةٍ جوفاء (بالبرتغالية: Na Cidade Vazia‏) الذي كتبته وأخرجته عام 2004، والذي حصلَ على جائزة لجنة التحكيم الخاصة في مهرجان باريس السينمائي في نفس عام الإصدار.

## الحياة المُبكّرة
وُلدت ماريا جواو جانجا في أنغولا لكن عائلتها هاجرت وهي صغيرةٌ إلى فرنسا حيثُ تربّت وترعرت هناك. التحقت جانجا في وقتٍ ما بالمدرسة العليا للدراسات السينمائية (بالفرنسية: Ecole Superieure Libre d'Etude Cinématographiques)‏ في العاصِمة باريس.

## المسيرة المهنيّة
كتبت جانجا سيناريو فيلم مدينة جوفاء بناءً على روايةٍ كتبها أرتور كارلوس موريسيو بيستانا دوس سانتوس. تدور أحداث الفيلم في عام 1991 أثناء الحرب الأهلية الأنغولية، ويحكي قصّة حياةٍ مزقتها الحرب.
تدور القصة حول صبيٍّ يبلغ من العمر أحد عشر عامًا يُدعى ندالا (يلعب دوره الممثل ولدان بينتو جواو) الذي شهد مذبحة عائلته على أيدي جنود حكوميين في قريته الأصلية بي، وهو ما يدفعهُ لمحاولة إنقاذ أطفال أيتام آخرين عبر نقلهم من تلك القرية إلى لواندا عاصمة أنغولا بمساعدةٍ من راهبة تبشيرية. يهرب ندالا في لحظةٍ ما ويتجوّل في وسط المدينة الهائلة حيث يواجه العديد من التحديات.
عملت جانجا أيضًا مخرجةً مساعدةً في الفيلم الوثائقي روستوف-لواندا (بالبرتغالية: Rostov-Luanda‏) لعبد الرحمن سيساكو، كما كتبت وأخرجت عددًا من المسرحيّات.

## قائمة أعمالها
| السنة | العنوان       | العنوان الأصلي  | الدور       | ملاحظات                               |
| ----- | ------------- | --------------- | ----------- | ------------------------------------- |
| 2004  | مدينة جوفاء   | Na Cidade Vazia | مخرجة       | فيلم درامي عن الحرب الأهلية الأنغولية |
| 1997  | روستوف لواندا | Rostov-Luanda   | مساعدة مخرج | فيلم وثائقي صدرَ في أنغولا             |